# 스타폭스 제로
《스타폭스 제로》는 닌텐도 기획제작본부와 플래티넘게임즈가 개발하고 닌텐도가 배급한 진행형 슈팅 게임이다. 《스타폭스》 시리즈 여섯 번째 작품이자 《스타폭스 64 (1997)》 이후 두 번째로 리부트한 작품이다. E3 2015에서 먼저 공개돼 Wii U용으로 출시됐다.
타워 디펜스 외전작 《스타폭스 가드》가 이 게임과 같이 동봉돼 발매됐다.

## 반응
발매 당시 《스타폭스 제로》는 리뷰 애그리게이터 웹사이트 메타크리틱에서 "복합적인 평가"를 받았다.

## 참조

### 내용주
1. ↑  영어: Star Fox Zero, 일본어: スターフォックス ゼロ